# ویلیام اچ. کینگ
ویلیام اچ. کینگ (به انگلیسی: William H. King) سناتور سابق عضو حزب دموکرات ایالات متحده آمریکا بود. وی در سال ۱۹۱۷ تا ۱۹۴۱ میلادی سناتور ایالت یوتا در سنای ایالات متحده آمریکا بود.